# El Dorado Springs (Misuri)
El Dorado Springs es una ciudad ubicada en el condado de Cedar en el estado estadounidense de Misuri. En el Censo de 2010 tenía una población de 3593 habitantes y una densidad poblacional de 448,08 personas por km².

## Geografía
El Dorado Springs se encuentra ubicada en las coordenadas 37°52′11″N 94°1′12″O / 37.86972, -94.02000. Según la Oficina del Censo de los Estados Unidos, El Dorado Springs tiene una superficie total de 8.02 km², de la cual 7.98 km² corresponden a tierra firme y (0.45%) 0.04 km² es agua.

## Demografía
Según el censo de 2010, había 3593 personas residiendo en El Dorado Springs. La densidad de población era de 448,08 hab./km². De los 3593 habitantes, El Dorado Springs estaba compuesto por el 96.02% blancos, el 0.03% eran afroamericanos, el 0.83% eran amerindios, el 0.5% eran asiáticos, el 0% eran isleños del Pacífico, el 0.72% eran de otras razas y el 1.89% pertenecían a dos o más razas. Del total de la población el 2.2% eran hispanos o latinos de cualquier raza.